# Chromatomyia ciliata
Chromatomyia ciliata är en tvåvingeart som beskrevs av Friedrich Georg Hendel 1935. Chromatomyia ciliata ingår i släktet Chromatomyia och familjen minerarflugor.
Artens utbredningsområde är Österrike. Arten är reproducerande i Sverige. Inga underarter finns listade i Catalogue of Life.